# Metazygia tapa
Metazygia tapa là một loài nhện trong họ Araneidae.
Loài này thuộc chi Metazygia. Metazygia tapa được Herbert Walter Levi miêu tả năm 1995.